# Vlag van Oklahoma
De vlag van Oklahoma bestaat uit een blauw veld met daarop een traditioneel schild van de Osage-indianen, gemaakt van bizonhuid. Onder het schild staat de naam Oklahoma in witte hoofdletters.
De kruizen op het schild staan voor de vrede. Daarnaast wordt ook het schild bedekt door twee symbolen van vrede: een olijftak en een vredespijp. De vredespijp symboliseert de oorspronkelijke Amerikanen (de indianen) en de olijftak de Amerikanen van Europese komaf, zodat het schild de vrede tussen beide bevolkingsgroepen moet uitdrukken.

## Geschiedenis
De huidige vlag, de tweede vlag in de geschiedenis van de staat, werd na een referendum in 1924 aangenomen op 2 april 1925, maar zonder de naam van de staat onder het schild. Deze werd in 1941 toegevoegd. Pas op 23 mei 2006 werden de kleurspecificaties van de vlag officieel vastgelegd.
In 1911 kreeg Oklahoma voor het eerst een eigen vlag. Deze bestond uit een rood veld met daarop een witte, blauw omrande, ster; in de ster stond het getal 46. Dit getal symboliseert de opname van Oklahoma als staat binnen de Verenigde Staten van Amerika, die in 1908 plaatsvond. In de jaren twintig van de 20e eeuw ontstond weerstand tegen de vlag, omdat de rode kleur geassocieerd werd met het communisme. Om deze reden werd dan ook het referendum gehouden dat leidde tot de aanname van de huidige vlag.
| Vexillologisch symbool voor een buiten gebruik gestelde vlag | Vexillologisch symbool voor een buiten gebruik gestelde vlag |